# Betty Skelton
Betty Skelton Frankman Erde (Pensacola, 28 de junio de 1926 - 31 de agosto de 2011) fue una pilota de acrobacia aérea estadounidense, poseedora de un récord de velocidad en tierra y que estableció 17 récords de aviación y automóviles. Era conocida como "La Primera Señora de las Primeras" (The First Lady of Firsts), y ayudó a crear oportunidades para las mujeres en aviación, automovilismo, astronáutica y publicidad.

## Biografía
Nació en Pensacola, Florida, el 28 de junio de 1926. Sus padres eran adolescentes y ella era su única hija. Cuando era pequeña, estaba fascinada con los aviones que sobrevolaban su casa cerca de la Estación Aérea Naval y prefería modelos de aviones a las muñecas. Cuando cumplió ocho años, comenzó a leer libros sobre aviación e hizo que sus padres se dieran cuenta de que hablaba en serio. Siempre que podían, la familia pasaba un tiempo en el aeropuerto municipal. Ella convenció a los pilotos para que la dejaran viajar en vuelos locales.
Kenneth Wright, un alférez de la Armada, se interesó especialmente en los Skelton y proporcionó instrucciones a Betty y sus padres. Él le permitió volar su avión Taylorcraft sola, cuando tenía 12 años, lo que no estaba permitido. Después de recibir su licencia de piloto privado de la Autoridad de Aviación Civil a los 16 años, calificó para el programa de Mujeres Pilotos del Servicio de la Fuerza Aérea (Women Airforce Service Pilots, WASP), pero la edad mínima era de 18½ años, por lo que se vio obligada a esperar. Las participantes de la WASP transportaron a los pilotos y aviones de la Fuerza Aérea a sus lugares de destino, y fue el único programa de vuelo que aceptó a las mujeres. Sin embargo, se suspendió cuatro meses antes de que Skelton alcanzara la edad requerida.
Mientras era una adolescente, Skelton voló cada vez que tuvo la oportunidad. Se graduó de la escuela secundaria en 1944 y quería una carrera en aviación, por lo que afirmó tener 18 años para conseguir un trabajo con Eastern Airlines, trabajando de noche. El trabajo le permitió alquilar aviones y volar durante el día. Obtuvo calificaciones para volar aviones de motor y multimotor en tierra y mar. A los 18 años, recibió su licencia de piloto comercial y fue certificada como instructora de vuelo al año siguiente, por lo que comenzó a enseñar en el Aeropuerto Peter O. Knight de Tampa. Se unió a la Patrulla Aérea Civil unos años después de su formación, en 1941.

### Acrobacia aérea[7]

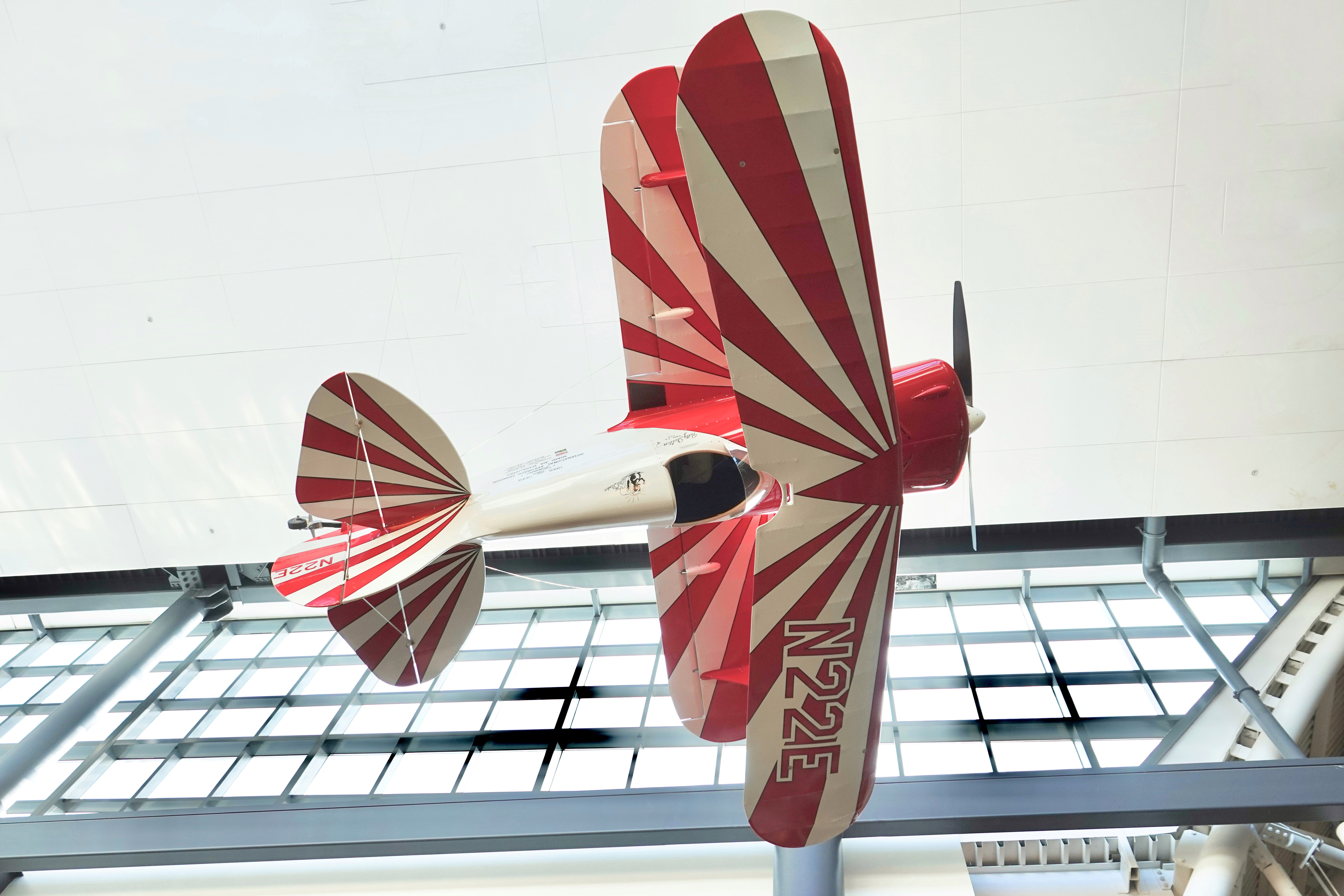
Little Stinker en el Smithsoniano.

El padre de Skelton, David, organizó una exhibición aérea de aficionados en 1945 para recaudar fondos para los Jaycees locales. El gerente del aeropuerto en Tampa sugirió que Skelton hiciera algunas acrobacias básicas, pero ella nunca había realizado acrobacias aéreas. Tomó prestado un Fairchild PT-19 y Clem Whitteneck, un famoso piloto acrobático de la década de 1930, le enseñó a hacer bucles y rodar. En dos semanas, había perfeccionado sus habilidades y dominado las maniobras acrobáticas simples, que repitió para el espectáculo aéreo. Debido a que ni las aerolíneas militares ni las comerciales aceptarían a una mujer piloto, las exhibiciones aéreas le brindaron la única oportunidad de trabajar como piloto, además de instruir. En 1946, compró un biplano Great Lakes 2T-1A Sport Trainer y actuó en la Exposición Aérea del Sureste, celebrada en Jacksonville, Florida. Ese fue el comienzo de su carrera profesional acrobática, y también la de los Blue Angels, un nuevo equipo de exhibición de vuelo de precisión de la Marina de los Estados Unidos. El repertorio de Skelton incluía docenas de trucos acrobáticos, pero su maniobra más impresionante consistió en cortar una cinta colgada entre dos cañas de pescar con su hélice, mientras volaba boca abajo 10 pies (3,0 m) del suelo. Ella ocupó el rango de mayor en la CAP y se convirtió en piloto de prueba. Además de los aviones de pistón, también voló dirigibles, planeadores, helicópteros y jets.

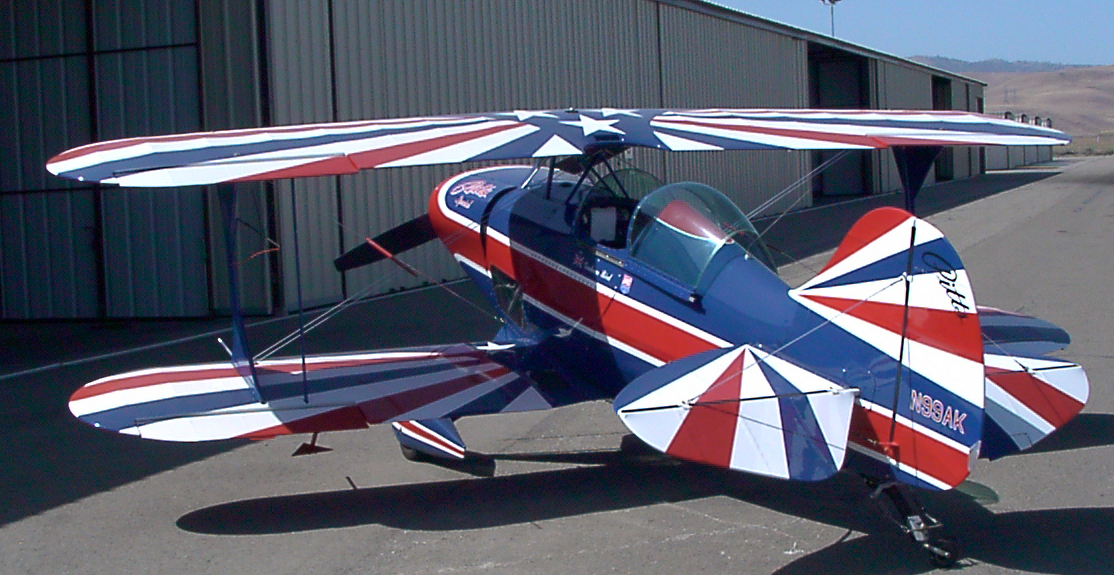
S-1S.

Después de ganar el campeonato en 1948, compró un raro Pitts Special: un biplano liviano y abierto (544 libras (247 kg)) diseñado y construido a mano por Curtis Pitts para acrobacias aéreas. El avión fue repintado en un dramático rojo y blanco, y el Chihuahua de Skinkton, Little Tinker, equipado con un paracaídas de trabajo hecho a medida, voló en su regazo.
Skelton fue campeona acrobática femenina de Estados Unidos en 1948, 1949 y 1950. Sus dos últimos campeonatos la hicieron famosa a ella y a su avión, Little Stinker. Después de su tercer campeonato, estaba frustrada porque no existían otros desafíos en acrobacias aéreas, y estaba mental y físicamente exhausta por el agitado y continuo circuito de exhibición aérea. Se retiró de las acrobacias aéreas y vendió el avión en 1951, pero su primer esposo Don Frankman y ella volvieron a comprar el avión y lo donaron al Instituto Smithsoniano en 1985. Little Stinker ahora está en exhibición invertida en el Centro Steven F. Udvar-Hazy en el Aeropuerto Internacional Washington Dulles, parte del Museo Nacional del Aire y el Espacio.
En 1949, estableció el récord mundial de altitud de la avioneta de 25 763 pies (7853 m) en un Piper Cub. Dos años después, rompió su propio récord de altitud con un vuelo de 29,050 pies (8850 m), también en un Piper Cub. Ella mantuvo el récord mundial de velocidad para aviones con motor de pistón: 421.6 mph (678.5 km/h) en un recorrido de 3 km en un avión de carreras P-51 Mustang.
Se convirtió en anfitriona de Van Wilson's Greeting Time, un programa de radio en 1950.

### Carreras en tierra
Skelton se mudó a Raleigh, Carolina del Norte, en 1951 y pilotó vuelos chárter. En 1953, el fundador de NASCAR le pidió que vuele con algunos corredores de automóviles de Pensilvania a Carolina del Norte.
Un amigo, Bill France Sr., la invitó a Daytona Beach, Florida, durante la semana de la velocidad en febrero de 1954. Allí, condujo el auto de seguridad en Daytona, luego se subió a un sedán Dodge y fue cronometrada a 105.88 mph (170.40 km/h) en la arena de la playa, estableciendo un récord de velocidad de auto stock para mujeres. Skelton había descubierto su segunda pasión.
Se le otorgó una licencia de conductora de carreras de autos de la Asociación Estadounidense del Automóvil, como la primera mujer con esa distinción. Se convirtió en la primera mujer piloto de pruebas en la industria automotriz en 1954 con la división Dodge de Chrysler. También condujo el bote de salto, L’il Miss Dodge, en una película sobre un Custom Royal Lancer de 1955 en Cypress Gardens en Florida. Durante ese tiempo, también practicó el paracaidismo.
El Salón de la Fama de la Aviación Nacional informaba: «Betty obtuvo un total de cuatro récords mundiales de velocidad terrestre femenina y estableció un récord de velocidad transcontinental.» Compitió en carreras a través de las montañas de los Andes en América del Sur y condujo a lo largo de la Península de Baja California en México. Estableció récords en el Chelsea Proving Grounds y fue la primera mujer en conducir un automóvil a más de 300 mph (480 km/h) en el Salar de Bonneville. También estableció tres récords de velocidad en tierra para mujeres en el Circuito playero de Daytona, el último fue de 156.99 mph (252.65 km/h) en 1956. Ese mismo año, rompió el récord de 40 años de Cannonball Baker para la Transcontinental Auto Race de Nueva York a Los Ángeles.

#### GM
En 1956, se convirtió en ejecutiva de publicidad en Campbell-Ewald y trabajó con General Motors en sus anuncios de televisión e impresos. Fue la primera mujer narradora técnica de GM en importantes exposiciones automotrices, donde habló y demostró características del automóvil, luego se convirtió en portavoz oficial de Chevrolet. Mientras Skelton trabajaba con Chevrolet, estableció numerosos récords con Corvettes y poseía un total de 10 modelos. Entre 1956 y 1957, Harley Earl y Bill Mitchell diseñaron un Corvette de oro translúcido especial para ella, que condujo a Daytona en 1957 para servir como el auto de marca NASCAR. Ayudó a lanzar Corvette News, la revista para empleados internos de la compañía, y fue su editora durante varios años. La publicación ahora se conoce como Corvette Quarterly. Se convirtió en vicepresidenta del nuevo departamento de Mercado y Publicidad para Mujeres de Campbell-Ewald en 1969, y luego se retiró en 1976 después de 20 años en publicidad.

### Astronáutica
En 1959, Skelton fue la primera mujer en someterse a las pruebas físicas y psicológicas de la NASA, idénticas a las que se les dieron a los astronautas del grupo Mercury Seven. La NASA administró las pruebas a pedido de la revista Look para un artículo. Conoció y cautivó a los astronautas con su personalidad, luego los impresionó con sus habilidades de piloto. La apodaron "7½", y apareció en la portada de Look del 2 de febrero de 1960. La Marina de los Estados Unidos incluso le otorgó sus alas honorarias. Sin embargo, nada cambió. «Me quejé de que la NASA no estaba pensando más en las mujeres pilotos... Tenía muchas ganas de volar en la Marina... Pero todo lo que hacían era reírse cuando se los pregunté.»

### Vida personal
Skelton se casó con el director y productor de TV de Hollywood y veterano de la Marina Donald A. Frankman en 1965. Se mudaron a Florida en 1976, donde mantuvo un hidroavión atracado en su casa frente al lago en Winter Haven. Ella se convirtió en agente de bienes raíces en 1977 y publicó su libro, Little Stinker. A finales de siglo, Skelton estaba cuidando a su esposo enfermo, que murió en 2001, y ella voló con menos frecuencia. «Sentí que ya no era tan segura como solía ser», dijo.
En 2005, se casó con el Allan Erde, un cirujano naval retirado, y residieron en The Villages, Florida. Ambos en sus 80 años, vivían en una comunidad de retiro donde la mayoría de los residentes usaban carritos de golf para transportarse. Skelton condujo un Corvette descapotable con un color que casi combinaba con su cabello rojo.
Murió el 31 de agosto de 2011.

## Reconocimientos

### Salones de la Fama
- Salón de la Fama del Deporte de Florida, 1977.[14]
- Salón de la fama internacional del automovilismo.
- Salón de la fama automotriz internacional de NASCAR, 1983 - la primera mujer.
- Salón Internacional de la Fama del Club Acrobático, 1988.
- Salón de la fama de las mujeres de Florida, 1993.[15]
- Mujeres en la aviación, Salón de la fama pionero, 1997.[6]
- Salón de la fama de Corvette, 2001.[10]
- Salón de la fama de la Fundación del Consejo Internacional de espectáculos aéreos, 2003.[16]
- Salón de la fama de la aviación nacional, 2005.[17]
- Salón de la fama de los deportes de motor de América, 2008.[18]

### Distinciones
Bill France declaró: 

Me aventuraría a decir que no hay otra mujer en el mundo con todos los atributos de esta mujer. El más impresionante de todo es su sorprendente, excepcional y siempre presente la feminidad, incluso al abordar el trabajo de un hombre".

En 1988, el International Aerobatic Club estableció el Trofeo Betty Skelton primera dama de Acrobacia Aérea, otorgado a la pilota con la puntuación más alta en el Campeonato Nacional de Acrobacia Aérea de los Estados Unidos.